# وويسيتش كواليوسكي
وويسيتش كواليوسكي (Wojciech Kowalewski) ، من مواليد 11 مايو 1977 في بياليستوك في بولندا ، لاعب كرة قدم بولندي.
يلعب مع نادي كورونا كيلس منذ عام 2008.
بدأ باللعب مع منتخب بولندا لكرة القدم في عام 2002.

## روابط خارجية
- وويسيتش كواليوسكي على موقع الاتحاد الدولي (مؤرشف)  (الإنجليزية)
- وويسيتش كواليوسكي على موقع اتحاد أوكرانيا (الإنجليزية)
- وويسيتش كواليوسكي على موقع قاعدة بيانات كرة القدم.إي يو (الإنجليزية)
- وويسيتش كواليوسكي على موقع بيانات كرة القدم. دي إي (الألمانية)
- وويسيتش كواليوسكي على موقع ناشيونال فوتبول تيمز (الإنجليزية)
- وويسيتش كواليوسكي على موقع Soccerway.com (الإنجليزية)
- وويسيتش كواليوسكي على موقع عالم كرة القدم.نت (الإنجليزية)